# چوسوکابه موریچیکا

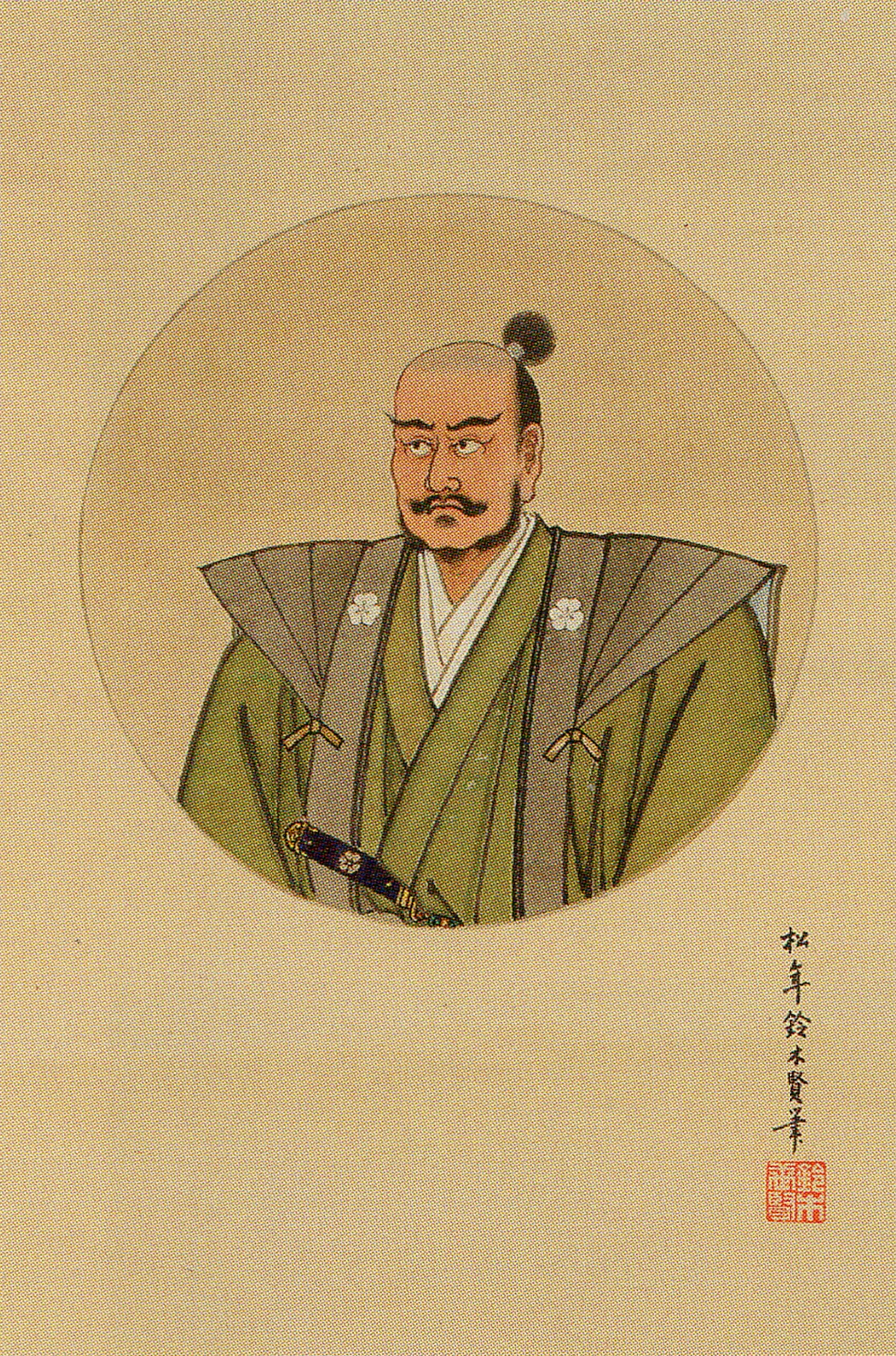
چوسوکابه موریچیکا

چُوسُوکابه موریچیکا (به ژاپنی: 長宗我部 盛親 Chōsokabe Morichika) (۱۵۷۵ – ۱۱ می، ۱۶۱۵) یک سامورایی و چهارمین پسر چوسوکابه موتوچیکا رهبر خاندان چوسوکابه، در دوره آزوچی–مومویاما و اوایل دوره ادو بود. وی نخست بر ولایت توسا حکمرانی می‌کرد. املاک او توسط توکوگاوا ایه‌یاسو بعد از نبرد سکیگاهارا ضبط شد.
در اواخر دوره سنگوکو، چوسوکابه موریچیکا حکمران ولایت توسا بود. وی در نبرد سکیگاهارا (۱۶۰۰ میلادی) در جبهه خاندان تویوتومی علیه خاندان توکوگاوا جنگید. پس از شکست در این جنگ املاک وی توسط خاندان توکوگاوا ضبط شد. وی دوباره ۱۵ سال بعد در محاصره اوساکا (۱۶۱۵ میلادی) به نفع خاندان تویوتومی جنگ کرد و کشته شد. پس از آن فرمانداری ولایت توسا به یامائوچی کاتسوتویو یکی از ملازمان خاندان توکوگاوا واگذار شد. از این پس در این ولایت سامورایی‌های وابسته خاندان یامائوچی به عنوان سامورایی‌های طبقه بالا یا جوشی و سامورایی‌های خاندان چُوسُوکابه به عنوان سامورایی‌های طبقه پایین یا گوشی (سامورایی) درآمدند. برخلاف سامورایی‌های جوشی که فقط به کار اختصاصی خود اشتغال داشتند، سامورایی‌های گوشی به غیر از انجام کارهای سپاهی، کشاورزی یا تجارت هم می‌کردند. ولایت توسا از ولایت‌هایی بود که اختلاف طبقاتی در آن شدید بود. خانواده ریوما ساکاموتو از اهالی توسا و از طبقهٔ سامورایی‌های گوشی بودند.